# Đội tuyển Fed Cup Thổ Nhĩ Kỳ
Đội tuyển Fed Cup Thổ Nhĩ Kỳ đại diện Thổ Nhĩ Kỳ ở giải đấu quần vợt Fed Cup và được quản lý bởi Liên đoàn Quần vợt Thổ Nhĩ Kỳ.  Đội hiện tại thi đấu ở Nhóm III khu vực Âu/Phi.

## Lịch sử
Thổ Nhĩ Kỳ tham dự kì Fed Cup đầu tiên vào năm 1991.  Thành tích tốt nhất của đội là vào đến vòng loại chung kết năm 1993.

## Đội hình hiện tại (2017)
- Çağla Büyükakçay
- İpek Soylu
- Ayla Aksu
- Pemra Özgen